# Point de Parry
En géométrie, le point de Parry est un point spécial associé à un triangle. Il s'agit du centre du triangle désigné par le nombre X (111) dans l'Encyclopedia of Triangle Centers de Clark Kimberling. Le point de Parry et le cercle de Parry sont nommés d'après le géomètre anglais Cyril Parry, qui les a étudiés au début des années 1990.

## Cercle de Parry

Le cercle de Parry (rouge) passe par le centre de gravité G et les deux points isodynamiques J et K du triangle ABC. Il intersecte le cercle circonscrit (orange) en deux points : le foyer de la parabole de Kiepert et le point de Parry.

Soit △ABC un triangle plan. Le cercle passant par le centre de gravité et les deux points isodynamiques de △ABC est appelé le cercle de Parry de △ABC . L'équation du cercle de Parry en coordonnées barycentriques est :
{\displaystyle 3(b^{2}-c^{2})(c^{2}-a^{2})(a^{2}-b^{2})(a^{2}yz+b^{2}zx+c^{2}xy)+(x+y+z)\left(\sum _{\text{cyclic}}b^{2}c^{2}(b^{2}-c^{2})(b^{2}+c^{2}-2a^{2})x\right)=0}Le centre du cercle de Parry est également un centre du triangle, désigné par le nombre de Kimberling X(351). Les coordonnées trilinéaires du centre du cercle de Parry sont
{\displaystyle a(b^{2}-c^{2})(b^{2}+c^{2}-2a^{2}):b(c^{2}-a^{2})(c^{2}+a^{2}-2b^{2}):c(a^{2}-b^{2})(a^{2}+b^{2}-2c^{2})}

## Point de Parry
Le cercle de Parry et le cercle circonscrit au triangle △ABC se coupent en deux points. L'un d'eux est le foyer de la parabole de Kiepert de △ABC . L'autre point d'intersection est appelé le point de Parry de △ABC .
Les coordonnées trilinéaires du point de Parry sont
{\displaystyle {\frac {a}{2a^{2}-b^{2}-c^{2}}}:{\frac {b}{2b^{2}-c^{2}-a^{2}}}:{\frac {c}{2c^{2}-a^{2}-b^{2}}}}
Le point d'intersection du cercle de Parry et du cercle circonscrit de △ABC qui est un foyer de l'hyperbole de Kiepert de △ABC est également un centre de triangle et il est désigné par X (110) dans l'Encyclopedia of Triangle Centers. Les coordonnées trilinéaires de ce centre de triangle sont{\displaystyle {\frac {a}{b^{2}-c^{2}}}:{\frac {b}{c^{2}-a^{2}}}:{\frac {c}{a^{2}-b^{2}}}}

## Voir également
- Cercle de Lester